# Saropogon senex
Saropogon senex är en tvåvingeart som beskrevs av Osten Sacken 1887. Saropogon senex ingår i släktet Saropogon och familjen rovflugor. Inga underarter finns listade i Catalogue of Life.